# Национальный олимпийский комитет Науру
Национальный олимпийский комитет Науру (англ. Nauru Olympic Committee) (IOC код: NRU) — организация, представляющая  Науру в международном олимпийском движении.

## История
После победы науруанца Маркуса Стивена в 1990 году на Играх Содружества в Окленде началось движение к созданию Науруанского Олимпийского комитета.
Национальный олимпийский комитет Науру был основан в 1991 году, и в том же году начались переговоры с Международным Олимпийским Комитетом о его признании. В мае 1994 НОК Науру подал заявку на вступление в МОК, и в сентябре того же года заявка была удовлетворена. Науру стало самым маленьким государством - членом Международного Олимпийского комитета.

## Обязанности НОК Науру
Науру олимпийский комитет обязуется:
- Развивать и продвигать Олимпизм и олимпийское движение в Науру;
- Создавать учебные условия,а также условия для конкуренции, позволяющие подготовить науруанцев к спортивным мероприятиям.
- Организовать и координировать программы, созданные в целях обеспечения стратегического развития спортсменов от младшего уровня к элитным стандартам.